# Escola histórica inglesa de economia
A escola histórica inglesa de economia, embora não tão famosa como a sua homóloga alemã, procurou um regresso dos métodos indutivos na economia, após o triunfo da abordagem dedutiva de David Ricardo no início do século XIX.[1] A escola considerava-se herdeira intelectual de figuras do passado que enfatizaram o empirismo e a indução, como Francis Bacon e Adam Smith.[2][3] Incluídos nesta escola estão William Whewell, Richard Jones, Thomas Edward Cliffe Leslie, Walter Bagehot, Thorold Rogers, Arnold Toynbee, William Cunningham e William Ashley. 

## Conceitos
Os economistas da escola histórica inglesa estavam de acordo em geral em várias ideias. Eles seguiram uma abordagem indutiva da economia, em vez da abordagem dedutiva adotada pelos teóricos clássicos e neoclássicos. Eles reconheceram a necessidade de uma pesquisa estatística cuidadosa. Eles rejeitaram a hipótese do “indivíduo que maximiza o lucro” ou do “cálculo do prazer e da dor” como a única base para a análise económica e política. Eles acreditavam que era mais razoável basear a análise no todo coletivo de indivíduos altruístas. Os economistas históricos do século XIX também rejeitaram a opinião de que as prescrições de política económica, independentemente de como fossem derivadas, se aplicariam universalmente, independentemente do lugar ou do tempo, como fizeram os seguidores das escolas Ricardiana e Marshalliana. 
Alfred Marshall reconheceu a força dos pontos de vista da escola histórica em sua síntese de 1890: "explicação do passado e a previsão do futuro não são operações diferentes, mas a mesma trabalhada em direções opostas, uma do efeito para a causa, a outra da causa para o efeito. Como bem diz Schmoller, para obter “um conhecimento das causas individuais” precisamos de “indução; cuja conclusão final nada mais é do que a inversão do Silogismo que é empregado na dedução... A indução e a dedução baseiam-se nas mesmas tendências, as mesmas crenças, as mesmas necessidades da nossa razão." 

## Influências
John Stuart Mill, Auguste Comte e Herbert Spencer aparecem entre as influências dos economistas históricos ingleses. A segunda metade do reinado da Rainha Vitória viu o triunfo dos conceitos evolutivos nas ciências (geologia, biologia e sociologia) e uma transição de uma economia manufatureira baseada em "carvão e ferro" para uma economia baseada na comunicação, urbanização, finanças, e império. A ascensão da escola histórica de jurisprudência forneceu "aliados na luta contra o domínio da teoria abstrata". Os economistas históricos viam a economia clássica e neoclássica como demasiado formal e como uma racionalização das políticas de livre comércio numa ambiente colonial e imperial. 

## Literatura
- Ashley, William J. 1897. "The Tory Origin of Free Trade Policy," Quarterly Journal of Economics, July 1897. McMaster, on line.
- Ashton, T. S. 1948. The Industrial Revolution. Oxford, Oxford University Press.
- Cliffe Leslie, T. E. 1870. "The Political Economy of Adam Smith." Fortnightly Review (London). 14:549–63. On line.
- Goldman, Lawrence. 1989. "Entrepreneurs in Business History", The Business History Review, Vol. 63, No. 1, (Spring, 1989), pp. 223–25.
- Marshall, Alfred (1920) [First published 1890]. "Appendix C: 'The scope and method of economics'". Principles of Economics (8th ed.). London: MacMillan & Co. OCLC 219845301.
- Geoffrey Martin Hodgson, "Alfred Marshall and the British Methodendiskurs", How Economics Forgot History: The Problem of Historical Specificity in the Social Sciences, pp. 95–112. Routledge (2001) ISBN 0-415-25716-6
- Spiegel, Henry William (1991). The Growth of Economic Thought. Durham & London: Duke University Press. ISBN 0-8223-0973-4
- Rogers, Thorold. 1880. "Editor's Preface" to Adam Smith, An Inquiry into the Nature and Causes of the Wealth of Nations, 2 vols. (1869); revised edition (1880), pp. xxxiv et seq; on line at Osmania University, Digital Library of India, Internet Archive.